# Леукотоэ
Леукотоэ (лат. Leucothoë) — род листопадных или вечнозелёных кустарников семейства Вересковые (Ericaceae). По данным сайта Germplasm Resources Information Network (GRIN) род состоит из восьми видов; в других источниках говорится примерно о пятидесяти видах.
Некоторые виды — ядовитые растения, содержащие токсичный гликозид андромедотоксин.

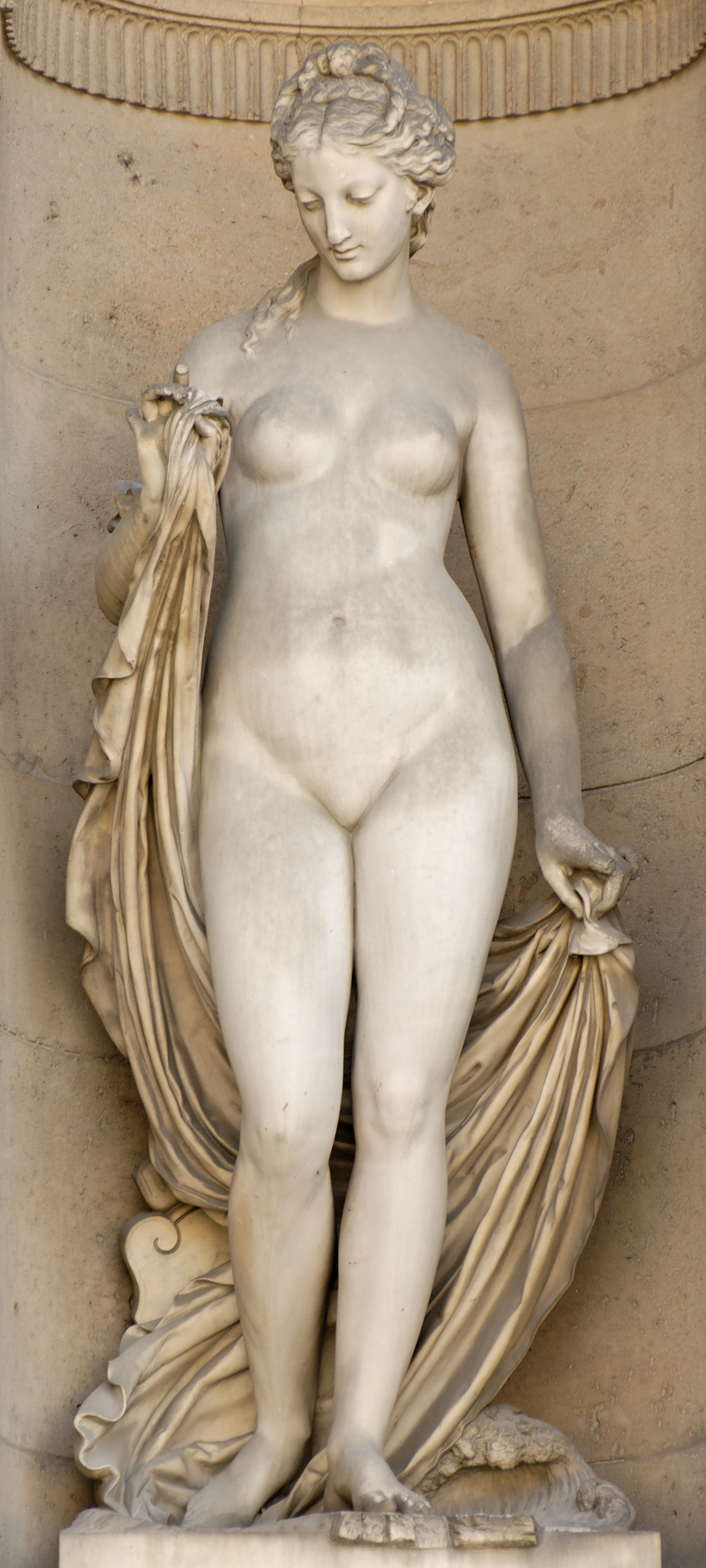
Левкофея. Скульптура французского скульптора Jean-Jules Allasseur

## Название
Своё научное название род получил в честь богини Левкофеи, или Левкотеи (греч. Λευκοθέα — дословно «белая богиня»); название объясняется многочисленными белоснежными цветками.
Встречающееся в литературе русское название рода «леукотэ» следует считать неправильным, поскольку в латинском написании названия рода (Leucothoë) над второй «e» стоит трема, что означает отдельное произношение двух последних букв. В литературе встречается также название «левкотое».
В синонимику рода входят следующие названия:
- Oreocallis Small, 1914, nom. illeg.

Leucothoe — научное название не только рода цветковых растений леукотоэ из семейства Вересковые (Ericaceae), но и рода ракообразных из отряда Бокоплавы (Amphipoda). Поскольку ботанический род Leucothoe находится в юрисдикции Международного кодекса ботанической номенклатуры, а зоологический род Leucothoe — в юрисдикции Международного кодекса зоологической номенклатуры, эти названия не являются таксономическими омонимами и к ним не должна применяться процедура устранения омонимии.

## Распространение
Растения этого рода распространены в Восточной Азии, на Мадагаскаре, а также в Южной и Северной Америке (северная граница американской части ареала проходит по южным районам США).

## Биологическое описание
Леукотоэ — листопадные или вечнозелёные кустарники.

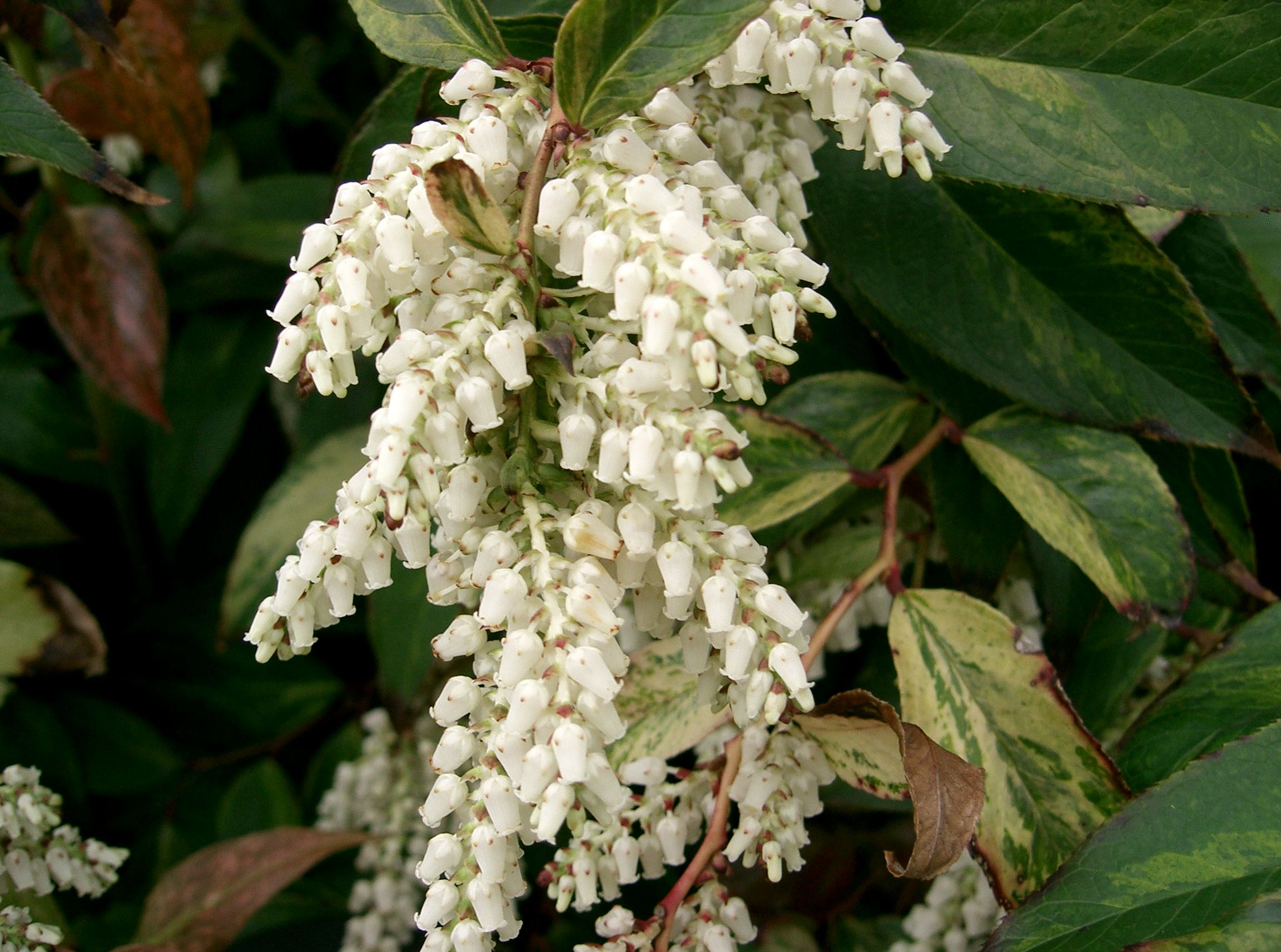
Леукотоэ Дефонтена (Leucothoë fontanesiana), цветущее растение. Видны декоративные пятна на листьях

Листья ланцетные, слегка зазубренные, остроконечные, кожистые. Соцветия (кисти) поникающие или прямые в зависимости от вида — могут быть как верхушечными, так и образующимися в пазухах листьев. Цветки с белыми или розовыми венчиками; время цветения — конец весны или начало лета. Плоды — мелкие коробочки с большим количеством семян.

## Культивирование
Некоторые виды леукотоэ культивируют как садовые растения, в том числе, по причине низкорослости, как почвопокровные растения для кислых почв. Леукотоэ ценят за многочисленные колокольчатые цветки, а также за декоративность листвы: у некоторых сортов молодые побеги, как у пиериса, красные, затем медные и только потом зелёные (например, у Leucothoë fontanesiana 'Scarletta'), у других сортов листья покрыты жёлтыми, розовыми или кремовыми пятнами (Leucothoë fontanesiana 'Rainbow'), у других сортов листья в зависимости от времени года красные, медные или зелёные.
Почва для выращивания леукотоэ, как и для большинства других вересковых, должна быть кислой. Желательно, чтобы почва была также хорошо дренированной. Располагать растения можно как на солнце, так и в полутени. Размножение — семенами, черенками, отводками. Весной следует вырезать часть старых побегов.

## Классификация

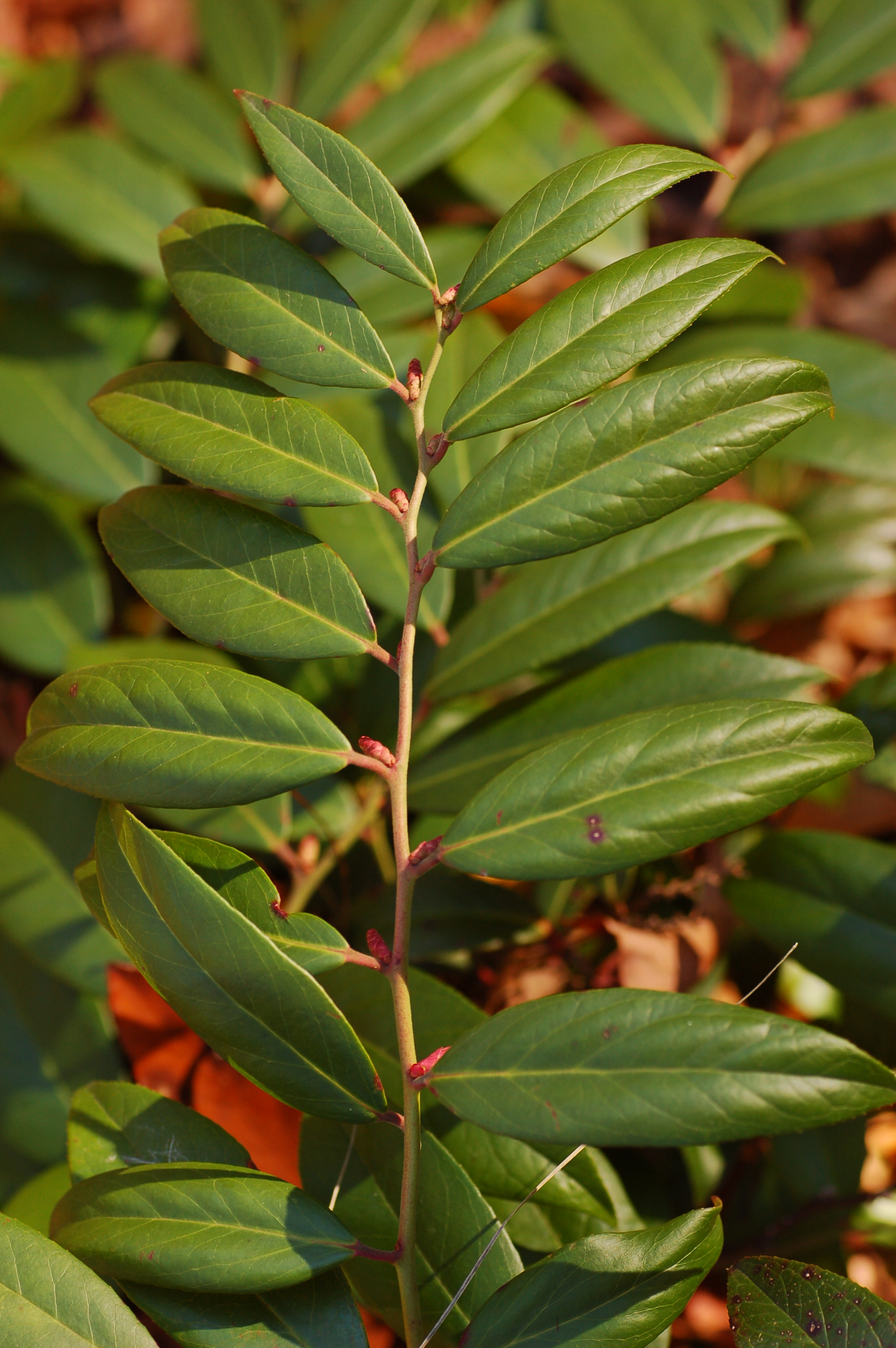
Леукотоэ пазушная (Leucothoë axillaris), листья

| подсемейство Вакциниевые | \| \| род Леукотоэ \| \| \| \| \| \| ещё более 40 родов, в том числе Вакциниум, Гаультерия, Зеновия, Лиония, Пиерис, Подбел, Хамедафне \| \| \| \|                                                                     |
|                          | \| \| род Леукотоэ \| \| \| \| \| \| ещё более 40 родов, в том числе Вакциниум, Гаультерия, Зеновия, Лиония, Пиерис, Подбел, Хамедафне \| \| \| \|                                                                     |
|                          | ещё семь подсемейств, в том числе Кассиопеевые (Кассиопея и др.), Подъельниковые (Грушанка, Ортилия и др.), Стифелиевые (Змеелистник, Прионотес и др.), Эриковые (Вереск, Водяника, Кальмия, Рододендрон, Эрика и др.) |
|                          | |
|                          | род Леукотоэ |
|                          | |
|                          | ещё более 40 родов, в том числе Вакциниум, Гаультерия, Зеновия, Лиония, Пиерис, Подбел, Хамедафне |
|                          | |

|  | род Леукотоэ                                                                                      |
|  |                                                                                                   |
|  | ещё более 40 родов, в том числе Вакциниум, Гаультерия, Зеновия, Лиония, Пиерис, Подбел, Хамедафне |
|  |                                                                                                   |

| подсемейство Вакциниевые | \| \| род Леукотоэ \| \| \| \| \| \| ещё более 40 родов, в том числе Вакциниум, Гаультерия, Зеновия, Лиония, Пиерис, Подбел, Хамедафне \| \| \| \|                                                                     |
|                          | \| \| род Леукотоэ \| \| \| \| \| \| ещё более 40 родов, в том числе Вакциниум, Гаультерия, Зеновия, Лиония, Пиерис, Подбел, Хамедафне \| \| \| \|                                                                     |
|                          | ещё семь подсемейств, в том числе Кассиопеевые (Кассиопея и др.), Подъельниковые (Грушанка, Ортилия и др.), Стифелиевые (Змеелистник, Прионотес и др.), Эриковые (Вереск, Водяника, Кальмия, Рододендрон, Эрика и др.) |
|                          | |
|                          | род Леукотоэ |
|                          | |
|                          | ещё более 40 родов, в том числе Вакциниум, Гаультерия, Зеновия, Лиония, Пиерис, Подбел, Хамедафне |
|                          | |

|  | род Леукотоэ                                                                                      |
|  |                                                                                                   |
|  | ещё более 40 родов, в том числе Вакциниум, Гаультерия, Зеновия, Лиония, Пиерис, Подбел, Хамедафне |
|  |                                                                                                   |

| подсемейство Вакциниевые | \| \| род Леукотоэ \| \| \| \| \| \| ещё более 40 родов, в том числе Вакциниум, Гаультерия, Зеновия, Лиония, Пиерис, Подбел, Хамедафне \| \| \| \|                                                                     |
|                          | \| \| род Леукотоэ \| \| \| \| \| \| ещё более 40 родов, в том числе Вакциниум, Гаультерия, Зеновия, Лиония, Пиерис, Подбел, Хамедафне \| \| \| \|                                                                     |
|                          | ещё семь подсемейств, в том числе Кассиопеевые (Кассиопея и др.), Подъельниковые (Грушанка, Ортилия и др.), Стифелиевые (Змеелистник, Прионотес и др.), Эриковые (Вереск, Водяника, Кальмия, Рододендрон, Эрика и др.) |
|                          | |
|                          | род Леукотоэ |
|                          | |
|                          | ещё более 40 родов, в том числе Вакциниум, Гаультерия, Зеновия, Лиония, Пиерис, Подбел, Хамедафне |
|                          | |

|  | род Леукотоэ                                                                                      |
|  |                                                                                                   |
|  | ещё более 40 родов, в том числе Вакциниум, Гаультерия, Зеновия, Лиония, Пиерис, Подбел, Хамедафне |
|  |                                                                                                   |

| подсемейство Вакциниевые | \| \| род Леукотоэ \| \| \| \| \| \| ещё более 40 родов, в том числе Вакциниум, Гаультерия, Зеновия, Лиония, Пиерис, Подбел, Хамедафне \| \| \| \|                                                                     |
|                          | \| \| род Леукотоэ \| \| \| \| \| \| ещё более 40 родов, в том числе Вакциниум, Гаультерия, Зеновия, Лиония, Пиерис, Подбел, Хамедафне \| \| \| \|                                                                     |
|                          | ещё семь подсемейств, в том числе Кассиопеевые (Кассиопея и др.), Подъельниковые (Грушанка, Ортилия и др.), Стифелиевые (Змеелистник, Прионотес и др.), Эриковые (Вереск, Водяника, Кальмия, Рододендрон, Эрика и др.) |
|                          | |
|                          | род Леукотоэ |
|                          | |
|                          | ещё более 40 родов, в том числе Вакциниум, Гаультерия, Зеновия, Лиония, Пиерис, Подбел, Хамедафне |
|                          | |

|  | род Леукотоэ                                                                                      |
|  |                                                                                                   |
|  | ещё более 40 родов, в том числе Вакциниум, Гаультерия, Зеновия, Лиония, Пиерис, Подбел, Хамедафне |
|  |                                                                                                   |

## Виды
По информации базы данных The Plant List, род включает 9 видов:
- Leucothoe acuminata (Aiton) G.Don
- Leucothoe axillaris (Lam.) D.Don typus — Леукотоэ пазушная
- Leucothoe catesbaei (Walter) A.Gray
- Leucothoe davisiae Torr. ex A.Gray — Леукотоэ ДэвисВечнозелёные кустарники из США высотой до одного метра, ветви торчат вверх. Цветки белые, собраны в кисти длиной до 15 см. Вид используется в садоводстве[2][5].
- Leucothoe editorum Fernald & B.G.Schub.
- Leucothoe fontanesiana (Steud.) Sleumer — Леукотоэ ДефонтенаВечнозелёные кустарники родом с юго-востока США высотой 1—1,5 м, разрастающиеся до полутора метров в поперечнике; ветви зигзигообразно изогнуты. Цветки белые или розовые, сохраняются в течение всей весны, собраны в кисти длиной от 3 до 10 см. Вид используется в садоводстве[2][5].
- Leucothoe grayana Maxim.
- Leucothoe griffithiana C.B.Clarke
- Leucothoe tonkinensis Dop